# DAVINCI
DAVINCI мисија (енгл. Deep Atmosphere Venus Investigation of Noble gases, Chemistry, and Imaging)  је планирана мисија за орбитну и атмосферску сонду која ће слетети на Венеру. Заједно са VERITAS мисијом, која ће такође проучавати Венеру, изабрана је од стране НАСЕ 2. јуна 2021. године као део њиховог Истраживачког Програма. Назив мисије је инспирисан Леонардом да Винчијем у част његових многих научних изума, скица летелица и конструкција.
DAVINCI ће послати и орбитну и силазну сонду на Венеру. Орбитна сонда ће снимати Венеру одозго у више различитих таласних дужина, док ће силазна сонда проучавати хемијски састав атмосфере Венере и такође усликавати док се спушта. DAVINCI сонда ће путовати кроз атмосферу Венере, узимајући узорке и враћа ће мерења назад на површину. Ова мерења су битна за разумевање настанка атмосфере, како је напредовала, и како и зашто је другачија од атмосфере Земље и Марса. Преузета мерења ће проучити могућност некадашњег постојања воде на Венери и хемијске процесе који се дешавају у неистраженим деловима ниже атмосфере. Пре него што дође до површине, DAVINCI сонда ће усликати слике високог квалитета планетиног гребенастог рељефа ("тесера"), враћајући прве слике планетине површине још од Совјетсе Венера 14 мисије 1982. године. Такође ће скупити податке за проучавање порекла планете и историје њених тектонских и временских утицаја.

## Израда предлога
DAVINCI је био један од десетина предлога поднесених 2015. године, како би потенцијално постао мисија бр. 13 у НАСА-ином Discovery Програму. Планирани буџет за мисију бр. 13 открића НАСА-е био је 450 милиона Америчких долара. Дана 30. септембра 2015. године DAVINCI је изабран као један од пет финалиста. Дана 4. јануара 2017. године, два супротстављена предлога, Lucy и Psyche, победила су DAVINCI како би били одабрани као 13. и 14. мисија открића.
Предлог за DAVINCI је ревидиран и предложен као DAVINCI+ за Discovery Програм 2019. године, и одабран је за финансирање у фази А 13. фебруара 2020. године. Његов извештај о концептуалном истраживању поднесен је у новембру 2020. године. У јуну 2021. године, NASA је одабрала DAVINCI+ као једну од наредних мисија Discovery класе. Име мисије враћено је на DAVINCI након одабира.
Главни истраживач DAVINCI-а је Џејмс Б. Гарвин из Goddard Space Flight Center-a (GSFC) NASA-е, а заменице главног истраживача су Стефани Гети и Гиада Арни, такође из GSFC-a.
Засебна мисија за Венеру, VERITAS, такође је изабрана у исто време, с циљем мапирања површинских карактеристика Венере радаром како би се сазнало о њеној историји, проценила могућност тектонских плоча и вулканских активности, и како би се разумело како се планета развила толико другачије од Земље.

## Циљеви
Након пет орбитних мисија које су послате на Венеру (Венера 15, Венера 16, Магелан, Венера Експрес и Акацуки), које су се фокусирале на обзервације из даљине, DAVINCI ће бити сонда која је прва ушла у атмосферу Венере од Совјетских сонди ВеГа 1985. године и прва атмосферска сонда NASA-е од мисије Pioneer Venus Multiprobe 1978. године. DAVINCI ће вршити директна мерења у доње две трећине атмосферске масе.
Научници DAVINCI-ja ће истраживати како се формирала атмосфера Венере, те како се током времена мењала, укључујући и то шта се догодило води која се сматра да је некада постојала на планети. Ови резултати помоћи ће научницима да разумеју зашто су Венера и Земља кренуле различитим путем у процесу стварања, пружајући додатну тачку поређења за проучавање стеновитих егзопланета.
Сонда за спуштање није намењена за рад након што додирне површину Венере. Међутим, постоји шанса да преживи удар брзином од отприлике 25 миља на сат (12 метара у секунди). У том случају, њени инструменти могли би наставити с радом до 17-18 минута у идеалним условима.

### Сврхе
- Разумевање порекла и еволуције атмосфере Венере, и како и зашто се разликује од атмосфера Земље и Марсa.
- Испитивање могућности постојања океана у прошлости Венере и проучавање хемијских процеса у доњој атмосфери Венере.
- Добијање слика високог квалитета геолошких карактеристика Венере (тесера) ради процене постојања тектонских плоча и бољег разумевања формирања терестричких планета.